# Mk.IV (лёгкий танк)
Light Tank Mk IV — легкий танк Великобритании, строившийся в середине 1930-х годов.

## Описание
Ходовая часть танка Mk.IV не оснащалась поддерживающими катками и направляющими колёсами.
В правой части корпуса устанавливался двигатель Meadows ETS, место механика-водителя сместили влево.
Лобовые листы бронирования размещались с рациональными углами наклона.
Башня танка была смещена влево. В ней устанавливалось главное вооружение вооружение танка: 7,7-миллиметровый пулемёт «Виккерс» с водяным охлаждением. Бак с водой для охлаждения был размещен под крышей башни.
Позже конструкция была несколько доработана: башня танка приобрела четырёхугольную форму. Была изменена конструкция передней части корпуса и выхлопной трубы. Танк был оборудован новым двигателем 88-сильным Meadows ESTE. Максимальное бронирование (элемент лобовой детали корпуса) танка составило 12 мм. Бронелисты башни имели толщину 9 мм.
Было изготовлено 34 серийных танка.

## Эксплуатация
Танки использовались для обучения экипажей.
В 1940 году несколько машин направили во Францию, где были захвачены Вермахтом. В немецкой армии они получили название Leichter Panzerkampfwagen Mk.IV 734 (e).
До наших дней сохранился всего лишь один экземпляр, который сейчас находится в Бовингтонском танковом музее.